# Vitsvort
Vitsvort (dansk) eller Witzwort (tysk) er en landsby og kommune i det nordlige Tyskland under Kreis Nordfriesland i delstaten Slesvig-Holsten. Byen ligger på halvøen Ejdersted mellem Husum og Tønning i det sydvestlige Sydslesvig.
Byens vartegn er den røde haubarg. Den hvide bondegård med det høje stråtag kan ses på lang afstand i marsken. Haubargen indeholder nu et lille landbrugsmuseum samt restaurant og café. Det er også muligt at blive gift i haubargen.
I landsbyen praktiseres endnu stavspring (Klootstockspringen), hvor stavspringere hopper over brede grøfter eller priler med en 3-6 meter lang klyverstav på. Fidusen ved denne regionale idrætstype er ikke at falde i vandet. Stavspring kan ses som en kombination af stangspring og længdespring. Den på Ejdersted populære idrætstype kendes også fra Ditmarsken og Nederlandene, hvor den kaldes for Polsstokverspringen (nederlandsk) eller Fierljeppen (vestfrisisk).
Kommunen samarbejder på administrativt plan med andre kommuner i Nordsø-Trene kommunefællesskab (Amt Nordsee-Treene).
I den danske tid hørte landsbyen under Vitsvort Sogn (Tønning Herred).